# Vickers Vimy
Vickers F.B.27 Vimy bylo britské těžké bombardovací letadlo konce první světové války. Letadla tohoto typu mají prvenství v dálkových přeletech (například první non-stop přelet Atlantiku).

## Prototypy
Konstrukci typu Vimy navrhl šéfkonstruktér Reginald Kirshaw „Rex“ Pierson. První prototyp vzlétl 30. listopadu 1917. Navzdory tomu, že ze tří prototypů byly dva zničeny, typ přesvědčil dobrými výkony a v březnu 1918 byla objednána výroba nejen v mateřské továrně, ale i licenční výroba v dalších třech firmách (celkem bylo během války objednáno 1130 kusů). Na konci války, 31. října 1918, RAF vlastnilo jen tři kusy v operačním stavu – dva se nacházely u zkušebních jednotek a třetí patřil Independent Air Force ve francouzském Nancy a byl připraven k náletům na cíle v Německu. Na základě Vickers Vimy vznikly civilní dopravní letoun Vimy Commercial a transportní stroj užívaný RAF Vickers Vernon.
Celkem 25 kusů bombardérů Vimy vyrobila v licenci firma Westland Aircraft.

## Služba
První jednotkou RAF vyzbrojenou letouny Vickers Vimy se stala až v červenci 1919 58. peruť v Egyptě. Vickers Vimy sloužil v rámci Royal Air Force na Středním východě do roku 1925, kdy byl nahrazen typem Vickers Virginia. V Severním Irsku dosloužil v roce 1929.
Civilní verze, Vimy Commercial, se zvětšeným trupem a upraveným podvozkem, byla vyráběna v roce 1919, většinou pro zahraniční zákazníky. První Vimy-Commercial vzlétl 13. dubna 1919. Stroj zprvu dostal prozatímní civilní registraci K-107, později dostal přidělenu civilní registrační značku G-EAAV. Hlavně Čína objednala typ ve velkém množství 100 kusů, ale problémy s placením pravděpodobně způsobily nedokončení objednávky.

### Dálkové lety

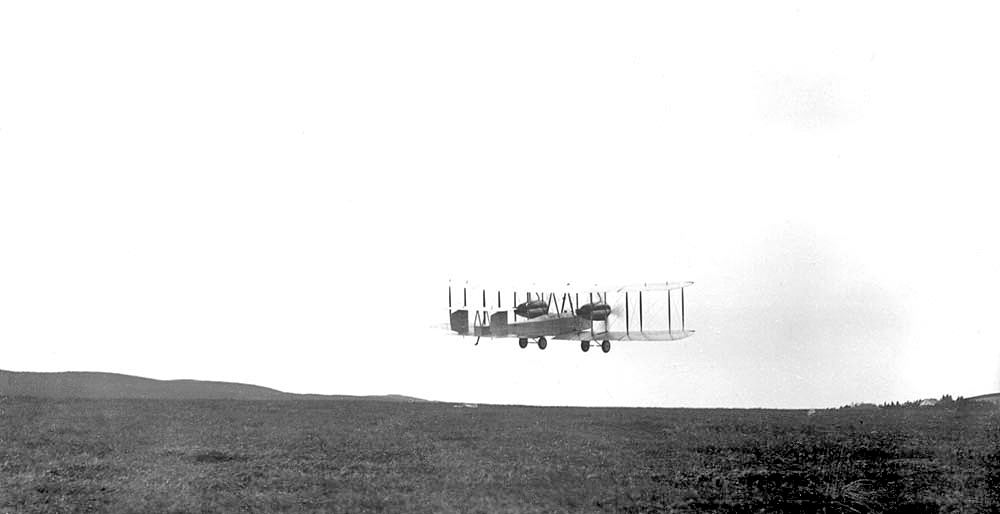
Start Alcocka a Browna z Newfoundlandu, 14. června 1919

Více než vojenským použitím se Vickers Vimy proslavil dálkovými přelety.
- Nejvýznamnějším byl první non-stop přelet Atlantského oceánu britskými piloty kapitánem Johnem Alcockem a poručíkem Arthurem W. Brownem. Přelet uskutečnili 14. června 1919 se startem na Newfoundlandu. V Irsku nouzově přistáli 15. června 1919 po 16 hodinách a 27 minutách letu. Letadlo je dnes vystavené v London Science Museum. Piloti tímto výkonem o pouhé 2 týdny předstihli posádku vzducholodi R 34.

- Ross Smith a Keith Smith s dvěma mechaniky uskutečnili přelet z Británie do Austrálie. Získali tak odměnu 10 000 liber vypsanou australskou vládou. Přelet trval 720 hodin (čistý letový čas byl 135 hodin a 55 minut). Po 14 mezipřistáních přistálo jejich letadlo 10. prosince 1919 v australském Darwinu, (jejich letadlo je vystavené v Smithově rodném Adelaide v Austrálii).

- V roce 1922 se Pierre van Ryneveld a Quintin Brand pokusili o výhru jiné ceny prvním přeletem z Británie do Jižní Afriky. Jejich Vimy v Africe havaroval a piloti dokončili přelet s náhradním strojem. Kvůli výměně letadla však byli diskvalifikováni.

- 3. července 2005 na replice Vickers Vimy zopakovali Steve Fossett a Mark Rebholz historický let přes Atlantik z Kanady do západního Irska.

## Varianty

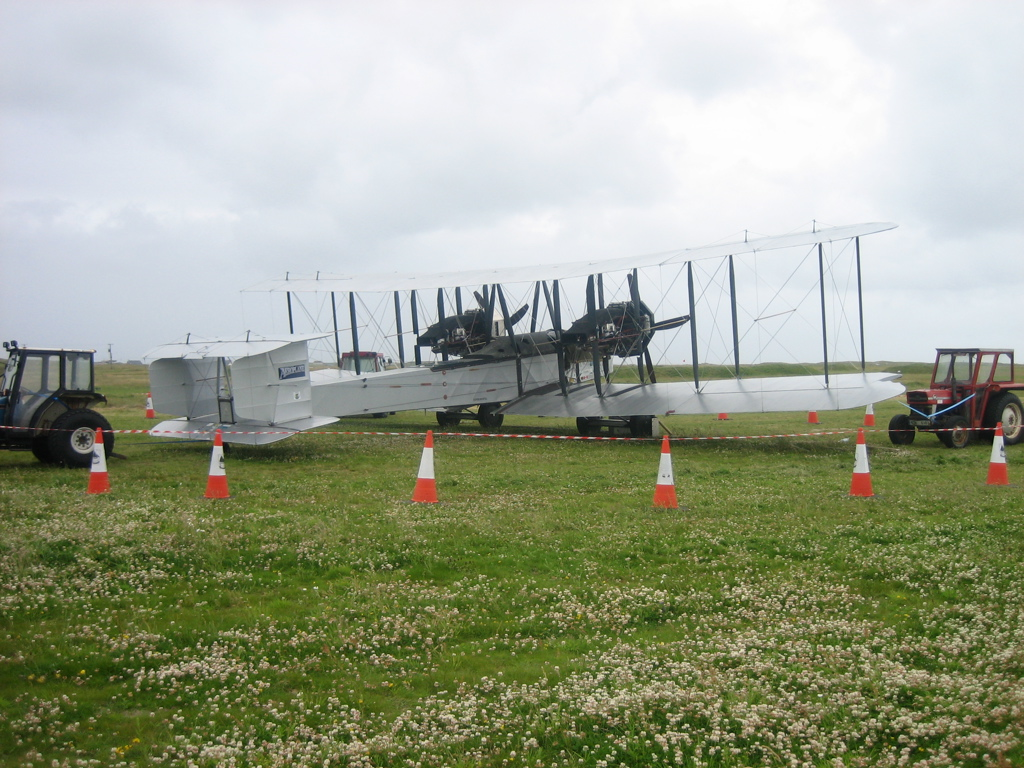
Replika Vickers Vimy v Connemaře v červenci 2005

F.B.27 Vimy
Čtyři prototypy zkoušené s různými motory, například Hispano-Suiza 8 o výkonu 200 hp.
F.B.27A Vimy II
Sériové provedení s motory Rolls-Royce Eagle VIII.
Vimy Commercial
Civilní dopravní letoun s nově zkonstruovaným prostorným trupem.
Vimy Ambulance
Sanitní verze pro RAF založená na verzi Vimy Commercial.
A.N.F. 'Express Les Mureaux'
Vimy Commercial výrobního čísla 42 (imatrikulace F-ADER) s instalovanými motory Lorraine 12Da o výkonu po 294 kW pro leteckou společnost Societé des Grands Express Aériens.
Vickers Vernon
Transportní letoun RAF založený na Vimy Commercial.

## Specifikace (F.B.27A Vimy Mk. II)
Údaje podle

### Technické údaje
- Posádka: 3 (pilot a dva střelci)
- Rozpětí křídel: 20,7264 m (68 stop)
- Délka: 13,271 m (43 stop a 6½ palce)
- Výška: 4,762 m (15 stop a 7½ palce)
- Nosná plocha: 123,56 m² (1330 čtverečních stop)
- Hmotnost prázdného stroje: 3221 kg (7 101lb)
- Maximální vzletová hmotnost: 5670 kg (12 500 lb)
- Pohonná jednotka: 2 × dvanáctiválcový vidlicový motor Rolls-Royce Eagle VIII
- Výkon pohonné jednotky: 360 hp (268,5 kW)

### Výkony
- Maximální rychlost:
  - 166 km/h (103 mph) u země
  - 153 km/h ve výšce 1981 m
- Praktický dostup: 2 136 m (7 000 stop)
- Maximální dostup: 3 200 m (10 500 stop)
- Čas výstupu do výšky 1 524 m: 22 min
- Vytrvalost: 11 hodin

### Výzbroj
- 1 × pohyblivý kulomet Lewis ráže 7,7 mm v oběžném kruhu Scarff na přídi
- 1 × pohyblivý kulomet Lewis v oběžném kruhu Scarff uprostřed trupu
- 987 kg (2 176 lb) pum